# 盖葆耐
盖葆耐（盖葆赖，Brownell Gage；1874年—1945年）美国雅礼协会来华传教士、该会及雅礼大学创始人之一。
1874年，盖葆耐出生于美国。1898年毕业于耶鲁大学。1900年義和團事件中，毕得经（Horace Tracy Pitkin；1869-1900）等耶魯畢業生在中国被杀。1901年初，耶鲁大学1898级的四位毕业生德士敦（John Lawrence Thurston）、阿瑟（Arthur Williams）、席比义（Warren Seabury，1877-1907）和盖葆耐，在校务卿斯多克（Anson Phelps Stokes）的家中聚会，热切讨论，商定到海外传教。他們選擇去中國開展事業，向毕得经致敬。1902年6月22日，他们组成了雅礼协会（Yale-in-China Association）正式成立，哈德黎校长任主席。
1902年10月,雅礼协会首先派出德士敦、德本康夫妇来华筹办,选定湖南长沙为办学地点。1903年，德士敦因患肺结核回到美国，次年在加州去世。于是雅礼协会又在1904年派出席比义和盖葆耐夫妇前往中国，到达长沙。他们在长沙西牌楼租下一幢民房，筹划建立学校。1906年11月16日，雅礼大学堂在这里举行了开学典礼，首次招收预科生53名，由盖葆耐负责。1907年7月29日，席比义在江西牯岭避暑时游泳溺水身亡。1914年雅礼开办本科。1914年湘雅医学会成立，盖葆耐任董事和干事。1916年，雅礼迁址北门外麻园岭。1920年雅礼合并湘雅医预科，正式定名为雅礼大学。
1924年盖葆耐辞职回国。胡美为雅礼大学校长,解维廉为主事,主持校务。1945年在美国康州萨菲尔去世，享年71岁。
盖葆耐的妹妹Nina Gage（1883-1946）也在1909来长沙担任护士。